# Puzzle (álbum de Kanjani Eight)
Puzzle (パズル, Pazuru, KJ3 Puzzle) é o terceiro álbum lançado pela banda japonesa Kanjani Eight em 15 de abril de 2009. Puzzle foi lançada em duas versões, uma edição regular e uma edição limitada CD+DVD. Para a promoção do álbum foi feita uma turnê promocional chamada Kanjani∞ TOUR 2∞9 PUZZLE. O álbum alcaçou a primeira posição no ranking semanal da Oricon em 2009.

## Faixas[4]

### CD 1
| N.º | Título                                    | Duração |  |
| 1.  | "Ichibyou Kiss"                           |         |  |
| 2.  | "Akai Shinkirou"                          |         |  |
| 3.  | "Puzzle"                                  |         |  |
| 4.  | "Kawaita Hana"                            |         |  |
| 5.  | "Gori Gori"                               |         |  |
| 6.  | "It's My Soul"                            |         |  |
| 7.  | "Rolling Coaster"                         |         |  |
| 8.  | "My Last Train"                           |         |  |
| 9.  | "Musekinin Hero"                          |         |  |
| 10. | "Brule"                                   |         |  |
| 11. | "Saite Ikiyo"                             |         |  |
| 12. | "Giga Maji Mega Fight"                    |         |  |
| 13. | "Jounetsu Party"                          |         |  |
| 14. | "Wahaha"                                  |         |  |
| 15. | "Donna ni hanaretetate soba ni iru kara?" |         |  |

### CD 2
| N.º | Título          | Duração |  |
| 1.  | "words"         |         |  |
| 2.  | "no-no-no"      |         |  |
| 3.  | "Airairo"       |         |  |
| 4.  | "One's Shadow"  |         |  |
| 5.  | "Wanshan Ropin" |         |  |
| 6.  | "413 Man"       |         |  |
| 7.  | "Half Down"     |         |  |